# 大地问题解算
大地问题解算又称大地主题解算、大地坐标计算或大地位置计算，指在参考椭球面上推算大地坐标、大地线长和大地方位角等大地元素的计算问题，一般分为正算和反算两大类。如图，若已知参考椭球面上{\displaystyle P_{1}}的大地坐标 （{\displaystyle L_{1}} ，{\displaystyle B_{1}}），{\displaystyle P_{1}P_{2}} 的大地线长 S 和大地方位角 {\displaystyle A_{1,2}}，求解{\displaystyle P_{2}}点的大地坐标（{\displaystyle L_{2}} ，{\displaystyle B_{2}}）和大地方位角{\displaystyle A_{2,1}}，这类问题称为大地问题正算；若已知{\displaystyle P_{1}}、{\displaystyle P_{2}}两点的大地坐标（{\displaystyle L_{1}} ，{\displaystyle B_{1}}）和（{\displaystyle L_{2}} ，{\displaystyle B_{2}}），求解{\displaystyle P_{1}P_{2}} 的大地线长 S 和大地方位角 {\displaystyle A_{1,2}}和{\displaystyle A_{2,1}}，这类问题称为大地问题反算。从解析几何的角度看，大地极坐标换算为换算为大地坐标就是大地问题正算，反之则为大地问题反算。

根据两点之间大地线的长短，大地问题解算还可分为短距离(400km以内)，中距离(400～1000km)及长距离(1000km以上)三种。短距离大地问题解算主要用于一等三角测量，中、长距离大地问题解算可用于洲际联测、中远程导弹与火箭的发射、无线电导航等领域。

大地问题解算的方法有很多，代表性的有勒让德级数、高斯平均引数公式及贝塞尔大地问题解算公式等。